# Tibor Peter Nagy Jr
Tibor Peter Nagy Jr. né le 29 avril 1949, est un ancien sous-secrétaire d'État américain aux affaires africaines et un ancien officier du service extérieur américain qui a été ambassadeur américain en Guinée et en Éthiopie.

## Biographie

### Études
Enfant, Nagy a été contraint de fuir la Hongrie et est arrivé aux États-Unis à Washington DC en 1957. Ce pays est alors devenu son pays d'adoption. Après avoir pris sa retraite du service extérieur, Nagy a été vice-recteur aux affaires internationales à l'Université Texas Tech, dont il est diplômé en 1972. Il a également obtenu une maîtrise de l'Université George Washington en 1978.

### Carrière diplomatique

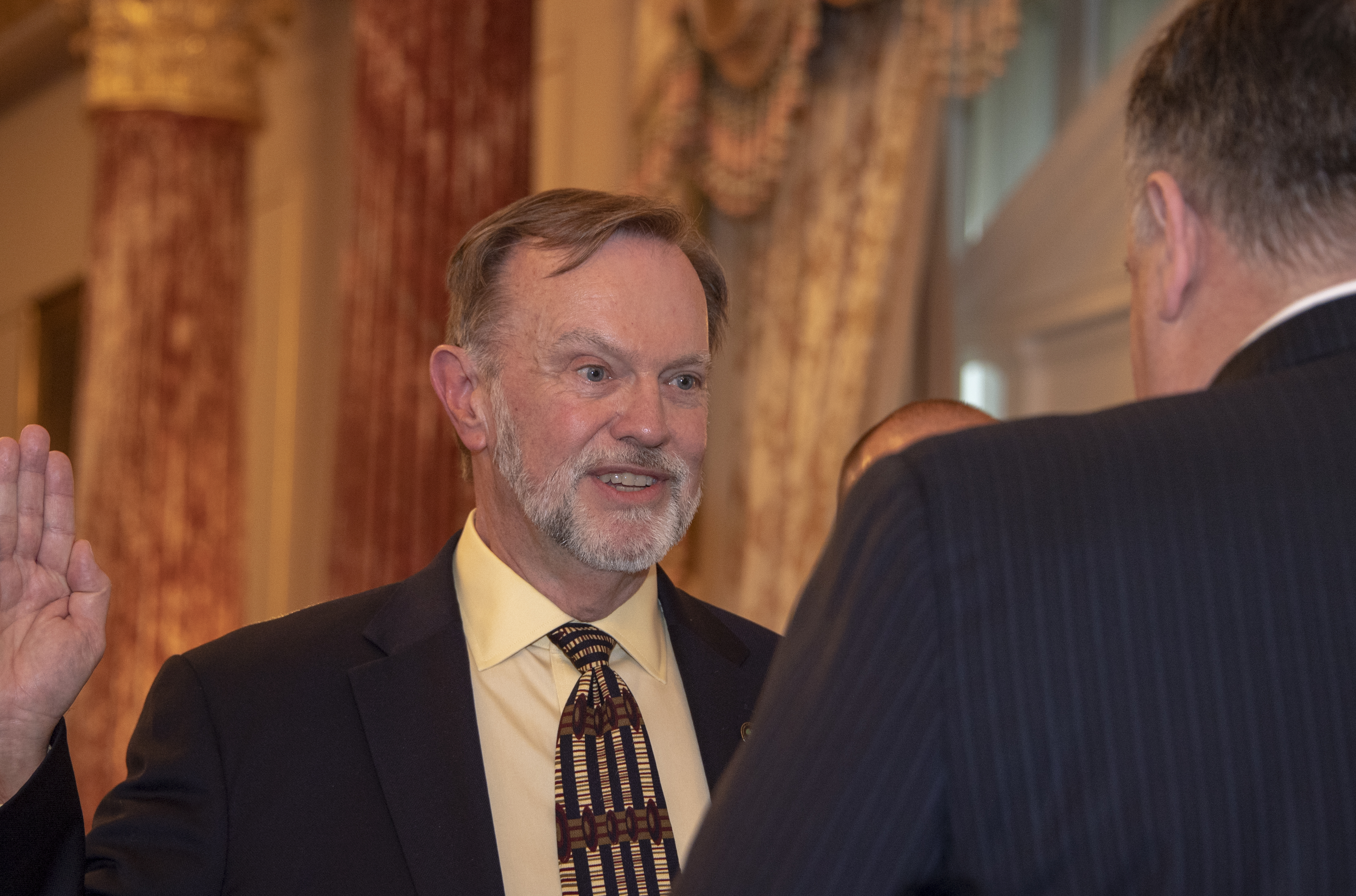
Nagy est assermenté par le secrétaire d'État américain Michael R. Pompeo en tant que secrétaire d'État adjoint aux affaires africaines au département d'État le 17 septembre 2018.

Nagy est un officier de carrière retraité du service extérieur américain qui a suivi des affectations en tant qu'ambassadeur des États-Unis en Éthiopie et en Guinée ainsi que chef de mission adjoint au Nigeria, au Cameroun et au Togo. Ses premières affectations comprenaient la Zambie, les Seychelles, l'Éthiopie et Washington, DC.
Nagy a été nommé au poste de secrétaire d'État adjoint aux affaires africaines par le président Donald Trump le 10 mai 2018. Il a témoigné devant la commission des relations étrangères du Sénat américain le 14 juin et a été confirmé par un vote vocal de l'ensemble du Sénat le 28 juin. Nagy a pris ses fonctions le 23 juillet 2018. Il a été remplacé par Robert F. Godec.

### Vie privée
Nagy est marié à Jane depuis 1971. Ils ont trois enfants adultes qui étaient les premiers triplés nés dans le Zimbabwe.

## Ouvrages
La Fête du livre de Paris 2014 a décerné le prix gagnant en non-fiction à "Kiss Your Latte Goodbye: Managing Overseas Operations" co-écrit par Nagy.